# CXAM

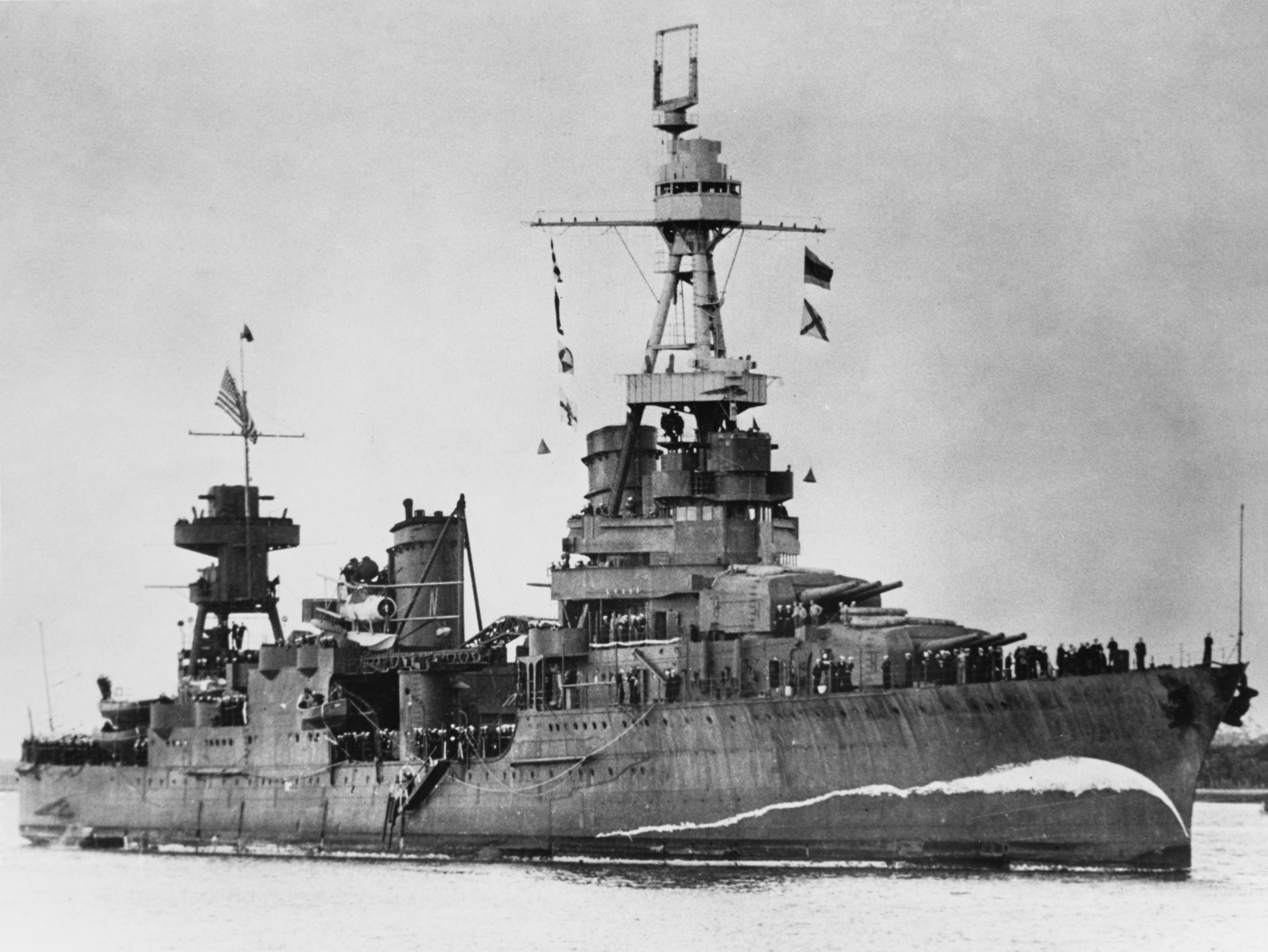
La USS Northampton (CA-26) presso Brisbane, Australia, il 15 agosto 1941, mostra una versione iniziale del radar CXAM sull'albero principale.

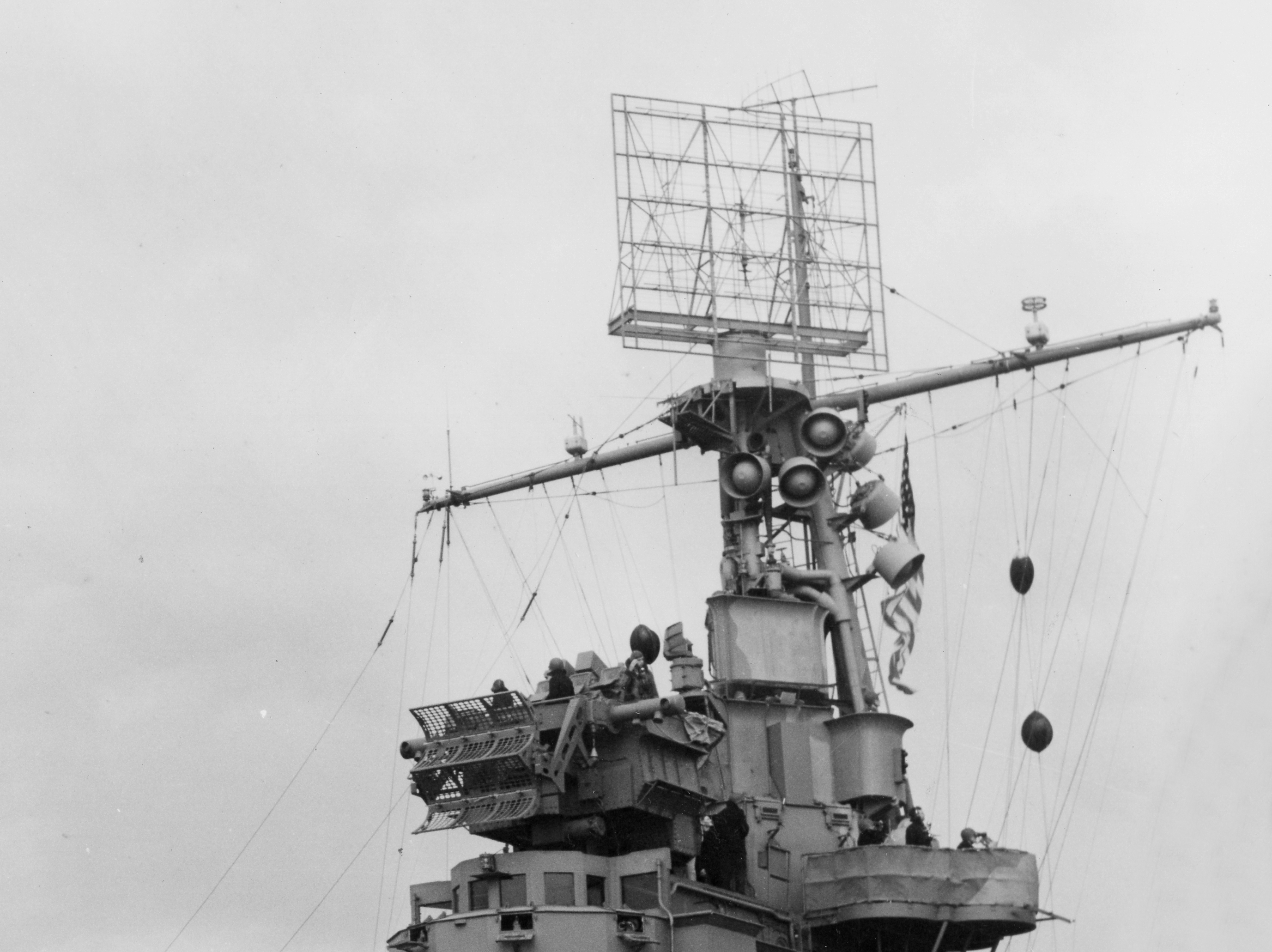
La USS Ranger (CV-4) nel novembre, 1942, l'antenna del CXAM-1 è visibile in cima all'albero della portaerei.

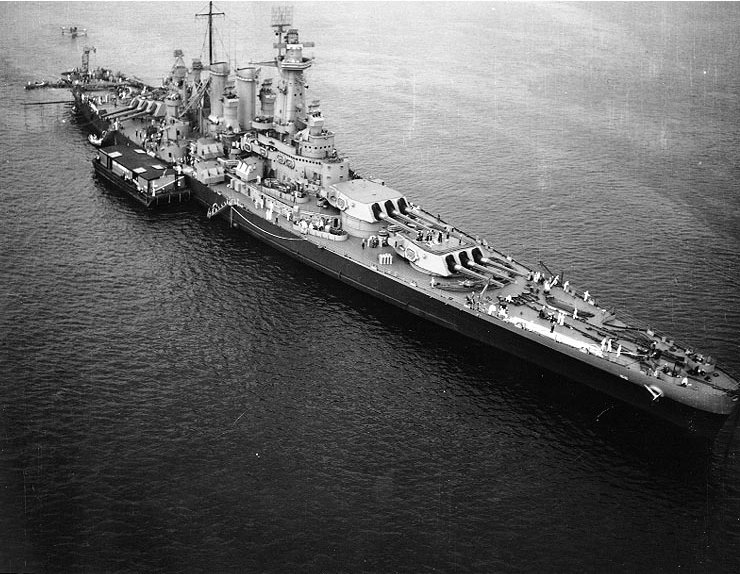
L'USS Washington (BB-56) al largo di New York il 21 agosto 1942, con l'antenna del CXAM-1 visibile al centro, in alto nella foto.

Il sistema radar CXAM fu il primo radar di scoperta impiegato sulle navi della marina militare statunitense. Fu sviluppato nel United States Naval Research Laboratory (NRL, Laboratorio di ricerca navale degli Stati Uniti) da Robert Morris Page ed i suoi collaboratori. La Radio Corporation of America (RCA) ottenne l'incarico di sviluppare un prototipo per la produzione nel 1939 consegnando il primo esemplare nel 1940.

## Storia
Il NRL sviluppò una serie di prototipi, il primo fu installato nell'aprile 1937, sul cacciatorpediniere USS Leary (DD-158); Si trattava di una antenna Yagi montata su un affusto per consentire il brandeggio, i risultati furono incoraggianti. Il suo successore, il radar XAF, installato nel dicembre 1938 sulla nave da battaglia USS New York (BB-34); ed il primo progetto affidato alla RCA, il radar CXZ, installato tra il dicembre 1938 ed il gennaio 1939 sulla nave da battaglia USS Texas (BB-35). Sulla base delle prove effettuate nel gennaio 1939, dove il radar XAF risultò più affidabile, l'US Navy ordinò alla RCA di costruire sei unità basate sul prototipo XAF per l'impiego seguite a breve da un altro ordine per 14 unità.
Le prime sei unità prodotte dalla RCA (consegnate nel 1940) furono denominate "CXAM" ed erano l'unione delle caratteristiche tecnologiche del XAF e del CXZ. Furono installate sulla nave da battaglia USS California (BB-44), la portaerei USS Yorktown (CV-5) (nel settembre del 1940), e sugli incrociatori pesanti USS Pensacola (CA-24), USS Northampton (CA-26), USS Chester (CA-27), e l'USS Chicago (CA-29).  Le successive 14 unità prodotte dalla RCA (anche queste consegnate nel 1940) furono designate "CXAM-1" risultando un leggero miglioramento del progetto CXAM. Furono installati sulle navi da battaglia Texas (nell'ottobre del 1941), USS Pennsylvania (BB-38), USS West Virginia (BB-48), USS North Carolina (BB-55), e l'USS Washington (BB-56); sulle portaerei USS Lexington (CV-2), USS Saratoga (CV-3), USS Ranger (CV-4), USS Enterprise (CV-6), e l'USS Wasp (CV-7); sull'incrociatore pesante USS Augusta (CA-31); su due incrociatori leggeri; e sulla nave per idrovolanti USS Curtiss AV-4 2.
La scoperta radar dei velivoli dipendeva dall'altitudine, la grandezza dei velivoli ed il loro numero. Le prestazioni di scoperta contro le altre navi erano più scadenti per i disturbi causati dalle onde del mare che provocano un disturbo denominato clutter marino. Le prestazioni del radar CXAM permettevano il rilevamento di un singolo aeroplano a 50 miglia di distanza e di una grande nave da battaglia a 14 miglia di distanza. La Lexington riuscì a rilevare, con il suo CXAM-1, la squadra di aerei nemici a 68 miglia di distanza durante la battaglia del Mar dei Coralli.
L'esercito degli Stati Uniti sviluppò parallelamente il radar SCR-270.